# ミリオン (投資信託)
ミリオンとは証券会社が取り扱う商品の一つで、給与からの天引きで購入が出来る投資信託の事を指す。勤労者財産形成貯蓄制度にも類似する所があるが、財形貯蓄には税制優遇があるのに対し、ミリオンには存在しない。
大手証券会社を中心に、多くのところで取り扱っている。一般の投資信託は最低申し込み金額が1～10万円となる中、ミリオンは毎月5,000円から購入する事が可能となる。東証株価指数などに連動するインデックスタイプのものや、債券運用を組み込んだバランス型のものなどがある。